# Samia (peuple)
Pour les articles homonymes, voir Samia.
Les Samia sont une population bantoue d'Afrique de l'Est vivant au nord du lac Victoria, de part et d'autre de la frontière entre le Kenya et l'Ouganda. Ils font partie du grand groupe des Luyia.
En Ouganda, le recensement de 2002 a dénombré 279 886 personnes se déclarant Basamia, soit 1,2 % de la population totale.

## Ethnonymie
Selon les sources et le contexte, on rencontre d'autres formes : Abasamia, Basaamia, Basamia, Lusamio, Samias, Samio.

## Langue
Leur langue est le samia, une langue bantoue.